# これでいいのだ
これでいいのだとは
1. 赤塚不二夫原作の漫画・アニメ『天才バカボン』の登場人物・バカボンのパパの口癖。
2. 上記のセリフをタイトルにした赤塚不二夫のエッセイ本「これでいいのだ」。
3. 上記のエッセイをもとにしたNHKのテレビドラマ。本項で詳述。
4. TBSの情報バラエティ番組『人間!これでいいのだ』。
5. 筋肉少女帯の楽曲
6. 映画『これでいいのだ!!映画★赤塚不二夫』。

『これでいいのだ』は、NHK総合テレビジョンの『ドラマ新銀河』で1994年8月22日から9月15日まで放送されたテレビドラマ。

## 概要
漫画家・赤塚不二夫の自伝エッセイ「これでいいのだ」を原作としたドラマ。物語は赤塚不二夫の青年期を軸に描く。

## キャスト
赤塚フジオ
演 - 堤大二郎　
フジオの妻
演 - 田村英里子　
フジオの母
演 - 佐久間良子
フジオの父
演 - 中村嘉葎雄
編集者
演 - 松尾貴史
石田ヒロシ
演 - 嶋田久作
漫画家
その他
演 - 安原麗子、淡島千景、柳沢慎吾

## スタッフ
- 脚本 - 小林政広[1]
- 主題歌 - 宇崎竜童 & RUコネクション with 井上堯之「風に吹かれて」[1][注釈 1]
- 制作 - 浅野加寿子[1]
- 美術 - 岡本忠士[1]
- 技術 - 宝数山隆博[1]
- 音響効果 - 中村真一[1]
- 演出 - 原嶋邦明[1]、片岡敬司